# Diré
Diré est une ville et une commune malienne, située chef-lieu cercle de Diré dans la région de Tombouctou, La ville de Diré compte 30 337 habitants En 2024, Ses habitants sont appelés les Diréen et les Diréenne est située sur le fleuve Niger, dans la zone avale du delta intérieur du Niger, Elle se situé à 80 km au sud-ouest de la région de Tombouctou.

## Politique
| Année | Maire élu           | Parti politique |
| ----- | ------------------- | --------------- |
| 2004  | Kalil Ibrahim Toure | Indépendant     |
| 2009  | Kalil Ibrahim Toure | PDES            |
| 2016  | Kalil Ibrahim Toure | PDES            |

## Démographie
La densité de la population communale au recensement de 2009 atteint 90 habitants/km2 avec 20 337 habitants pour 226 km2.
| 1976  | 1987   | 1998   | 2009   |
| ----- | ------ | ------ | ------ |
| 9 426 | 12 868 | 13 431 | 20 337 |

## Personnalités liées à la commune
- Bocar Moussa Diarra, homme politique
- Abdoulaye Konaté, artiste plasticien
- Mahamadou Traoré , footballeur